# Jefferson Alveiro Cepeda
Jefferson Alveiro Cepeda Hernández (ur. 2 marca 1996 w Quito) – ekwadorski kolarz szosowy.
Kolarstwo uprawia również jego kuzyn, Jefferson Alexander Cepeda.

## Osiągnięcia
Opracowano na podstawie:

2016
- 1. miejsce na 5. etapie Volta Ciclística Internacional do Rio Grande do Sul
- 1. miejsce w klasyfikacji górskiej Vuelta a Guatemala

2017
- 1. miejsce w klasyfikacji górskiej Cascade Cycling Classic
- 2. miejsce w mistrzostwach Ekwadoru (jazda indywidualna na czas)
- 1. miejsce w klasyfikacji górskiej Vuelta a Guatemala
  - 1. miejsce na 5. etapie

2018
- 1. miejsce w igrzyskach Ameryki Południowej (start wspólny)
- 1. miejsce w mistrzostwach Ekwadoru (jazda indywidualna na czas)
- 1. miejsce w mistrzostwach Ekwadoru (start wspólny)

2019
- 1. miejsce w mistrzostwach panamerykańskich (start wspólny)

## Rankingi
| Rok              | 2016  | 2017  | 2018 | 2019 | 2020 | 2021  | 2022 | 2023 | 2024 |
| ---------------- | ----- | ----- | ---- | ---- | ---- | ----- | ---- | ---- | ---- |
| World Ranking    | 1713. | 1988. | 871. | 328. | 327. | 1190. | 708. | 545. | 124. |
| UCI America Tour | 271.  | 262.  | 48.  | 29.  | 21.  | 23.   | 62.  | 48.  | 16.  |
|                  |       |       |      |      |      |       |      |      |      |
| Źródło: UCI      |       |       |      |      |      |       |      |      |      |